# التوتر الشديد (فلم)
التوتر الشديد (بالإنجليزية: High Tension) هو فيلم رعب تم إنتاجه في فرنسا وصدر في سنة 2003. هو فلم رعب دموي فرنسي من إخراج ألكسندر أجا اصدر سنة 2003.

## القصة
يبدأ الفيلم بسيارة تمشي في طريق ريفي متوجهة إلى إحدى الضواحي الهادئة في جنوب فرنسا، وهي تحمل فتاتين، الأولى التي تقود السيارة وهي (أليكس) والثانية زميلتها (ماريا).. و (أليكس) من خلال قيامها بهذه الرحلة، ترغب في زيارة أهلها والمكوث لديهم فترة من الزمن، في الضاحية الهادئة، من أجل أن تحصل هي وزميلتها (ماريا) على نوع من الصفاء والتركيز. وفي الطريق، وقبل وصول الاثنتين إلى منزل العائلة، تغوص (ماريا) في حلم غريب، ترى فيه نفسها وقد تاهت وسط غابة مظلمة، برداء ملطخ بالدماء، وهي تصرخ بهلع، تطلب النجدة من لا أحد.. لكنها ما إن أفاقت من غفوتها القصيرة، حتى نست الحلم، وكأن شيئاً لم يكن، لتكمل الرحلة، متطلعة لقضاء وقت جميل في منزل أهل صديقتها.. وعند وصولهما إلى المكان المنشود، منزل العائلة، تسير الاثنتان إلى غرف النوم، وبمجرد أن انطفأت الأنوار، تبدأ رحلة الرعب والهلع، مع القاتل السفاح الذي يغزو البيت ويعيث فيه قتلاً وتدميراً.. وهنا فقط تبدأ (ماريا) في تذكر حلمها البشع.. الذي لم يكن سوى رؤيا لحقيقة مستقبلية.

## طاقم التمثيل
- سيسيل دي فرانس
- مايوين
- فيليب ناهون

## الميزانية والإيرادات
بلغت ميزانية الفلم 2.2 مليون  في حين بلغت نسبة الإيرادات 6,291,958 مليون 

## التقييم
تم تقييم الفلم على موقع IMDB ب 6,9/10  وحصل على موقع rottentomatoes على نسبة 41% 

## وصلات خارجية
- مقالات تستعمل روابط فنية بلا صلة مع ويكي بيانات